# Vuokkasrivier
Vuokkasrivier (Zweeds – Fins: Vuokkasenjoki; Samisch Vuoggasjohka) is een rivier annex beek, die stroomt in de Zweedse  gemeente Kiruna. De rivier ontstaat op de hellingen van een bergplateau. Ze voedt het Vuokkasmeer; stroomt door het dal ten westen van de Vuokkasberg en blijft naar het noorden stromen. Voordat zij de Könkämärivier instroomt moet ze uitwijken voor een pukkel in het landschap; de Vuokkasheuvel. De rivier met langste bronrivier is 26.600 meter lang en is een van de eerste substantiële bronrivieren van de Könkämärivier aan Zweedse zijde.
Afwatering: Vuokkasrivier → Könkämärivier →  Muonio → Torne → Botnische Golf